# The Threesome
The Threesome ist eine romantische Tragikomödie von Chad Hartigan. Der Film mit Zoey Deutch, Jonah Hauer-King und Ruby Cruz in den Hauptrollen feierte im März 2025 beim South by Southwest Film Festival seine Premiere. Anfang September 2025 soll er in die US-Kinos kommen.

## Handlung
Connor ist seit langem in die attraktive Olivia verknallt. Als er sich mit Jenny unterhält, wird Olivia auf sie aufmerksam und verführt beide. Nach einem One-Night-Stand in Connors Wohnung ergibt sich für Connor und Olivia aus der Sache etwas Ernsteres. Sie wird schwanger, und beide planen ihr Leben fortan zusammen zu gestalten.
Dann jedoch taucht Jenny aus heiterem Himmel bei ihnen auf und verkündet, dass sie schwanger ist und Connor der Vater des Babys ist.

## Produktion
Regie führte Chad Hartigan. Es handelt sich bei The Threesome nach Luke and Brie Are on a First Date, This Is Martin Bonner, Little Fish und Morris aus Amerika um seinen fünften Spielfilm. Das Drehbuch schrieb Ethan Ogilby.
Jonah Hauer-King spielt Connor,  Zoey Deutch Olivia und Ruby Cruz Jenny. Jaboukie Young-White ist in der Rolle von Connors bestem Freund Greg zu sehen.
Die Dreharbeiten fanden in Little Rock im US-Bundesstaat Arkansas statt. Als Kameramann fungierte Sing Howe Yam.
Die Premiere des Films fand am 7. März 2025 beim South by Southwest Film Festival statt. Im April 2025 wurde er beim Miami Film Festival gezeigt. Am 5. September 2025 soll er in ausgewählte US-Kinos kommen.

## Rezeption

### Kritiken
Von den bei Rotten Tomatoes aufgeführten Kritiken sind 84 Prozent positiv.
Ross Bonaime schreibt in seiner Kritik für collider.com, auch wenn der Film nicht ohne Fehler ist und die Charaktere ein wenig dünn gezeichnet sind, erblühten in The Threesome große Emotionen. Der Film verlasse sich ganz auf die drei Hauptdarsteller. Zoey Deutch verleihe Olivia eine Tiefe, die sich anfühlt wie mehr als nur das, was auf dem Papier steht. Sie sei immer gut, aber diese Leistung fühle sich wie eine Steigerung gegenüber dem an, was man von ihr erwartet hatte. Ruby Cruz in der Rolle der ruhigen, bescheidenen Jenny sei ein wahres Vergnügen, und ihre Momente mit Olivia oder Connor seien immer elektrisierend.

### Auszeichnungen
Annapolis Film Festival 2025
- Auszeichnung als Bester Spielfilm mit dem Jury Prize (Chad Hartigan)